# Ploufragan
Ploufragan település Franciaországban, Côtes-d’Armor megyében. Lakosainak száma 11 347 fő (2022. január 1.). Ploufragan Plérin, La Méaugon, Plaine-Haute, Plédran, Saint-Brieuc, Saint-Donan, Saint-Julien, Trégueux és Trémuson községekkel határos.

## Népesség
A település népességének változása:
| Lakosok száma | 5109 | 10 289 | 10 583 | 10 935 | 11 569 | 11 326 | 11 546 | 11 383 | 11 487 | 11 347 |
|               | 1968 | 1982   | 1990   | 2006   | 2013   | 2015   | 2017   | 2019   | 2020   | 2022   |